# Grekland i olympiska vinterspelen 1994
Grekland deltog med nio deltagare vid de olympiska vinterspelen 1994 i Lillehammer. Ingen av landets deltagare erövrade någon medalj.